# Peter Uffenbach
Peter Uffenbach, né le 28 novembre 1566 à Francfort-sur-le-Main et mort dans cette même ville le 23 octobre 1635, est un médecin allemand.

## Biographie
Peter Uffenbach fit ses études en Italie, et revint s’établir à Francfort-sur-le-Main, sa patrie, où il mourut le 23 octobre 1635. Éditeur et traducteur de plusieurs ouvrages de médecine, de chirurgie, de vétérinaire et de botanique, il publia entre autres : Practica medicinalis de Leonello Vittori ; les œuvres de Sassonia, médecin de Padoue, sous ce titre : Pantheon medicinæ selectum, Francfort, 1603, in- fol. ; celles de Bartolomeo Montagnana, ibid., 1604, in-fol. ; et donna, en 1619, une édition de l’Hortus sanitatis, de Cuba. Il traduisit de l’italien en allemand l’Herbier de Castore Durante, Francfort, 1609, in-fol., et en latin la chirurgie de Gabriele Ferrara : Sylva chirurgiæ, ibid., 1625, 1629, 1644, in-8°.

## Œuvres
- Dissertatio de generatione et interitu, Strasbourg, 1591, in-4° ;
- Dissertatio de venenis ac morbificis medicinis in genere, Bâle, 1597, in-4° ;
- Thesaurus chirurgicus, Francfort, 1610, in-fol. ;
- Dispensatorium galenochymicum, ibid., 1631, in-4°.

## Sources
- « Peter Uffenbach », dans Louis-Gabriel Michaud, Biographie universelle ancienne et moderne : histoire par ordre alphabétique de la vie publique et privée de tous les hommes avec la collaboration de plus de 300 savants et littérateurs français ou étrangers, 2e édition, 1843-1865 [détail de l’édition]